# 片马獐牙菜
片马獐牙菜（学名：Swertia pianmaensis）为龙胆科獐牙菜属下的一个种。

## 扩展阅读
- 維基物種上的相關：片马獐牙菜